# روش تبدیل معکوس

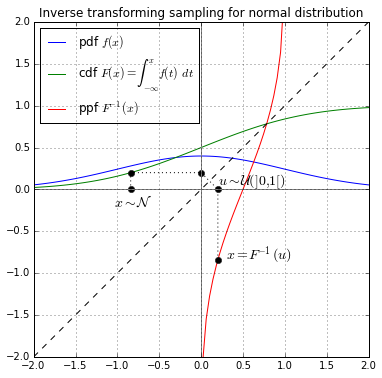

روش تبدیل معکوس برای شبیه‌سازی متغیر تصادفی (نام علمی: Inverse transform sampling یا Inverse transformation method (همچنین شناخته‌شده تحت عناوین (inverse probability integral transform, Smirnov transform, universality of the uniform, یا golden rule)) یکی از روش‌های عمومی برای شبیه‌سازی متغیرهای تصادفی روش تبدیل معکوس می‌باشد.
گزاره:
فرض کنید U یک متغیر تصادفی یکنواخت روی فاصله (۱و۰) باشد. برای هر تابع توزیع تجمعی پیوسته F اگر متغیر تصادفی Y را به وسیله Y=F^(-1) (U) تعریف کنیم، آنگاه متغیر تصادفی Y دارای تابع توزیع تجمعی F است. (F^(-1) (x) برابر آن مقدار y که F(y)=x است تعریف می‌شود.
اثبات
F_Y (a)=P{Y≤a} =P{F^(-1) (U)≤a}
حال چون F(x) تابعی یکنواست، نتیجه می‌شود که F^(-1) (U)≤a اگر و فقط اگر U≤F(a). بدین ترتیب داریم:
F_Y (a)=P{U≤F(a)}
F(a)
نتیجه می‌شود که می‌توان متغیر تصادفی X را دارای تابع توزیع تجمعی پیوسته F است به وسیله تولید یک عدد تصادفی U و اختیار 〖X=F〗^(-1) (U) شبیه‌سازی کرد.